# Palais de Strömsholm
Le palais de Strömsholm, parfois appelé château de Strömsholm (suédois: Strömsholms slott), est un palais royal suédois. Le palais de style baroque est construit sur l'emplacement d'une forteresse des années 1550, située sur une île de la rivière Kolbäcksån à l'extrémité ouest du lac Mälar. Le palais a des intérieurs du 18e siècle et contient une importante collection de peintures suédoises.